# Sikhisme en France
Voir aussi
Les sikhs français sont un groupe minoritaire en France. Au nombre d'environ 30 000, la plupart des sikhs sont basés à Bobigny, où se trouve un gurdwara.

## Historique

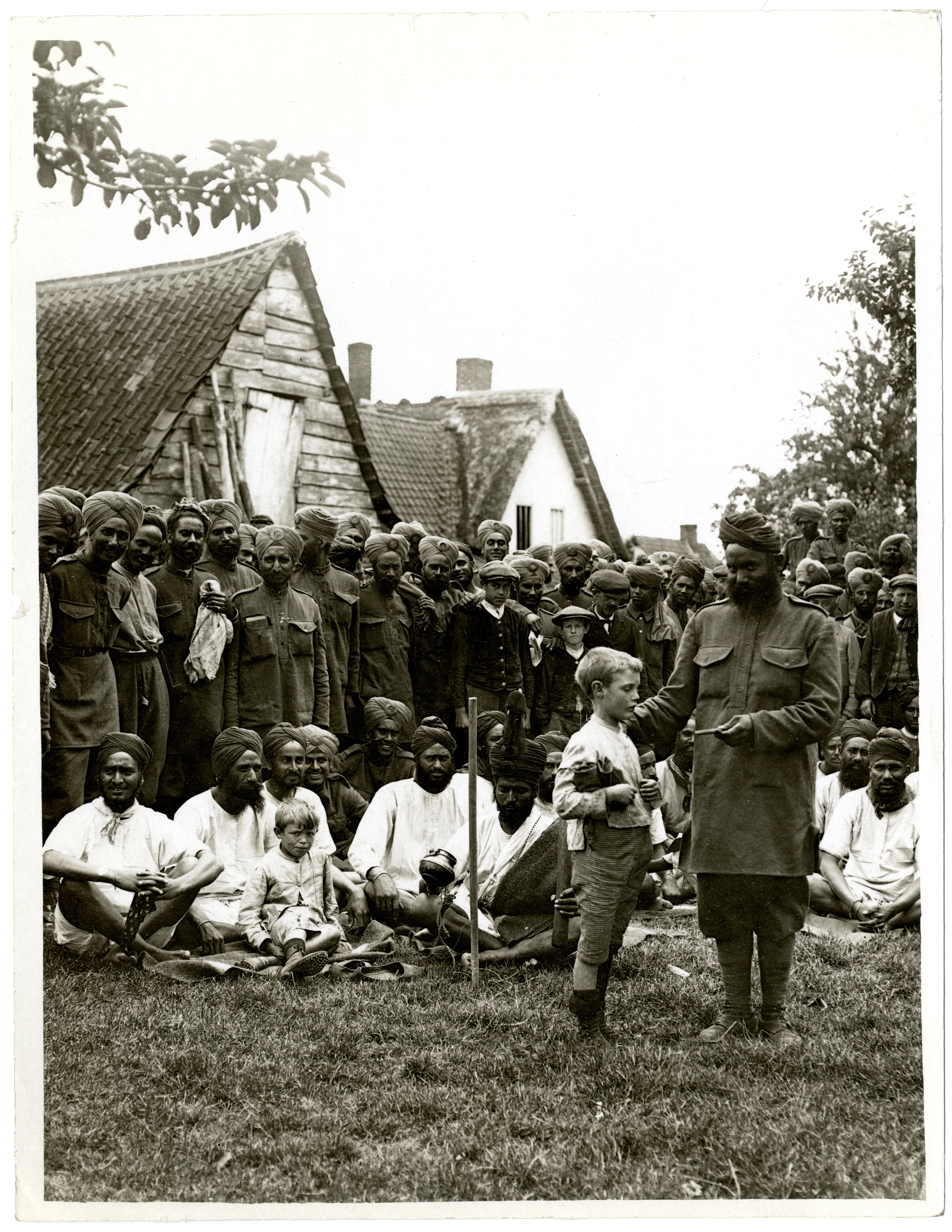
Sikhs et villageois français (Le Sart, France). Photographe : H. D. Girdwood (13875795995)

Bien que de nombreux soldats sikhs aient combattu en France durant la première guerre mondiale, les premiers immigrants sikhs sont arrivés dans les années 1980. Le premier gurdwara date de 1986.

## Interdiction du turban à l'école
Les Sikhs français sont sous les feux de la rampe depuis l'interdiction du port du turban à l'école en 2004, suscitant colère et protestation. Cette interdiction résulte de la loi 2004-228 du 15 mars 2004 qui stipule que "Dans les écoles, les collèges et les lycées publics, le port de signes ou tenues par lesquels les élèves manifestent ostensiblement une appartenance religieuse est interdit". Au moins cinq Sikhs portant un turban pour couvrir leurs cheveux n'ont pu pénétrer en classe, près de Paris. Pendant trois ans, les Sikhs ont demandé aux autorités de lever cette interdiction. Afin de pratiquer leur foi, de nombreux élèves choisissent des établissements confessionnels ou l'enseignement à distance.

## Gurdwaras
Les gurdwaras en France :

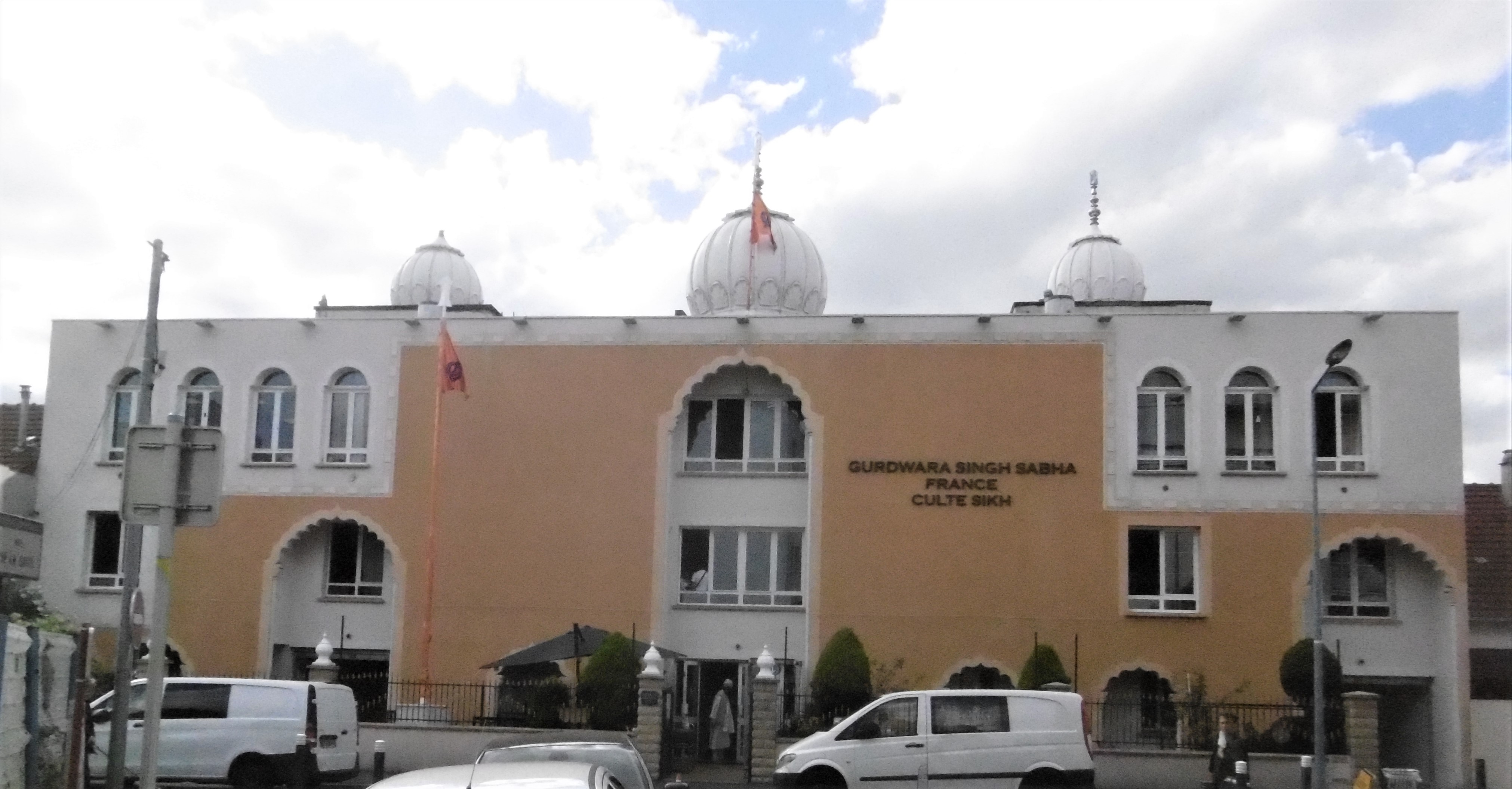
Culte sikh à Bobigny, rue de la Ferme.

- Gurudwara Singh Sabha Culte Sikh France, situé rue de la Ferme à Bobigny. Sa construction date des années 2000, il a été inauguré en 2011[7]. Avec ses trois coupoles représentatives de l'architecture sikh, ce bâtiment, qui peut accueillir 700 personnes, est le plus grand gurdwara de France[8].
- Gurdwara Sahib, au no 14, avenue Jean-Jaurès au Bourget ;
- Gurudwara Guru Teg Bahadur Sahib, route d'Aulnay à Bondy ;
- Gurdwara Sant Baba Prem Singh Ji, rue Anatole-France, La Courneuve ;
- Gurdwara Shri Guru Ravidass, Paris.

## Association
- Singh Sabha Paris
- Conseil Représentatif des Sikhs de France
- Sikhs de France
- United Sikhs France
- International Sikh Charity France
- Conseil International Sikh France

## Lieux avec une importante population sikhe
- Val d'Oise
- Seine-Saint-Denis